# Kanton Saint-Tropez
Kanton Saint-Tropez (fr. Canton de Saint-Tropez) je francouzský kanton v departementu Var v regionu Provence-Alpes-Côte d'Azur. Tvoří ho sedm obcí.

## Obce kantonu
- Cavalaire-sur-Mer
- Gassin
- La Croix-Valmer
- La Môle
- Ramatuelle
- Rayol-Canadel-sur-Mer
- Saint-Tropez